# Santiago González Usar
Santiago Manuel González Usar (Las Palmas de Gran Canaria, 12 de marzo de 1943-Cádiz, 24 de junio de 2023), conocido en el mundo del fútbol como Santiago, fue un futbolista español que se desempeñó como delantero.

## Trayectoria
Formado en sus inicios en la U. D. Las Palmas, debutó profesionalmente en el Jerez Industrial. Pasó por Xerez C. D. y Numancia, desde donde llegó al Cádiz C. F. en el verano de 1966, club donde se destacó durante tres temporadas entre 1966 y 1969, todas en Segunda División, donde disputó 81 partidos oficiales y marcó 25 goles. En este club compartió vestuario con futbolistas como Juanito Mariana, Soriano y Joaquín Acedo, entre otros.
Tras el descenso a Tercera dejó el fútbol y tras un proyecto profesional en Inglaterra, volvió a establecerse en la Bahía de Cádiz donde falleció el 24 de junio de 2023, a los 80 años.

## Clubes
| Club             | País   | Temporada | División | Partidos | Goles |
| ---------------- | ------ | --------- | -------- | -------- | ----- |
| Jerez Industrial | España | 1957-1958 | 3.ª      | —        | —     |
| Xerez C. D.      | España | 1958-1959 | 3.ª      | —        | —     |
| Jerez Industrial | España | 1960-1961 | 3.ª      | —        | —     |
| Jerez Industrial | España | 1961-1962 | 3.ª      | —        | —     |
| C. D. Numancia   | España | 1965-1966 | 3.ª      | —        | 10    |
| Cádiz C. F.      | España | 1966-1967 | 2.ª      | 24       | 8     |
| Cádiz C. F.      | España | 1967-1968 | 2.ª      | 32       | 8     |
| Cádiz C. F.      | España | 1968-1969 | 2.ª      | 25       | 9     |